# Fedorivka, Bobrîneț
Fedorivka (în ucraineană Федорівка) este un sat în comuna Fediivka din raionul Bobrîneț, regiunea Kirovohrad, Ucraina.

## Demografie
Componența lingvistică a localității Fedorivka
     Ucraineană (96,12%)
     Rusă (3,88%)
Conform recensământului din 2001, majoritatea populației localității Fedorivka era vorbitoare de ucraineană (96,12%), existând în minoritate și vorbitori de rusă (3,88%).